# Lang y lừng danh
Lang y lừng danh hay Danh y Heo Im (tiếng Hàn: 명불허전; Romaja: Myeongbulheojeon) là một bộ phim truyền hình Hàn Quốc giả tưởng y khoa năm 2017 với sự tham gia của Kim Nam-gil và Kim Ah-joong lấy đề tài về các bác sĩ lành nghề của thế kỷ 17 và 21. Bộ phim đánh dấu sự trở lại màn ảnh nhỏ của Kim Nam-gil sau bốn năm. Phim được phát sóng trên tvN từ ngày 12 tháng 8 đến ngày 1 tháng 10 năm 2017 lúc 21:00 KST.

## Nội dung
Heo Im (Kim Nam-gil) là một bác sĩ Joseon của Y học cổ truyền Hàn Quốc, làm việc tại phòng khám cho người nghèo vào ban ngày và kiếm được nhiều tiền bằng cách đến thăm nhà của các quan chức cấp cao vào ban đêm. Anh ấy nổi tiếng với kỹ năng châm cứu tuyệt vời của mình. Một ngày nọ, anh rơi xuống sông và xuyên không đến Seoul thời hiện đại. Ở đó, anh gặp Choi Yeon-kyung (Kim Ah-joong), một bác sĩ phẫu thuật tim mạch tại Bệnh viện Shinhye và hai người đã yêu nhau.

## Diễn viên

### Diễn viên chính
- Kim Nam-gil vai Heo Im / Heo Bong-tak

Một nhà châm cứu xuyên không đến Seoul 400 năm sau khi anh sắp chết.
- Kim Ah-joong vai Choi Yeon-kyung

Một bác sĩ phẫu thuật đến câu lạc bộ vào ban đêm để giải tỏa căng thẳng của cô.

### Diễn viên phụ
- Moon Ga-young vai Dongmakgae
- Kim Myung-gon vai Yoo Sung-tae
- Um Hyo-sup vai Heo Jun
- Ahn Suk-hwan vai Shin Myung-hoon / Bộ trưởng chiến tranh (Joseon)
- Maeng Sang-hoon vai Yoo Chan-sung
- Lee Dae-yeon vai Giáo sư Hwang
- Oh Dae-hwan vai Doo-chil
- Tae Hang-ho vai Min Byung-gi
- Kim Byung-choon vai Kwon Ji
- Yoo Min-kyu vai Yoo Jae-ha / Yoo Jin-oh (Joseon)
- Yoon Joo-sang
- Kim Sung-joo vai Kim Min-jae
- Roh Jeong-eui vai Oh Ha-ra
- Yeom Hye-ran vai Chủ nhà hàng
- Hiromitsu Takeda vai Sayaga (Joseon) / Kim Chung-sun (Baptized name after Imjin War)

## Tỷ suất người xem
- Trong bảng dưới đây, số màu xanh chỉ tỷ lệ người xem thấp nhất và số màu đỏ chỉ tỷ lệ người xem cao nhất..

| Tập        | Ngày phát sóng      | Tỷ lệ người xem trung bình | Tỷ lệ người xem trung bình | Tỷ lệ người xem trung bình | Tỷ lệ người xem trung bình |
| Tập        | Ngày phát sóng      | AGB Nielsen                | AGB Nielsen                | TNmS                       |                            |
| Tập        | Ngày phát sóng      | Toàn quốc                  | Seoul                      | TNmS                       |                            |
| ---------- | ------------------- | -------------------------- | -------------------------- | -------------------------- | -------------------------- |
| 1          | 12 tháng 8 năm 2017 | 2.715%                     | 2.855%                     | 3.2%                       |                            |
| 2          | 13 tháng 8 năm 2017 | 3.995%                     | 4.536%                     | 3.3%                       |                            |
| 3          | 19 tháng 8 năm 2017 | 4.541%                     | 5.227%                     | 3.6%                       |                            |
| 4          | 20 tháng 8 năm 2017 | 5.998%                     | 6.572%                     | 5.0%                       |                            |
| 5          | 26 tháng 8 năm 2017 | 4.347%                     | 4.659%                     | 3.7%                       |                            |
| 6          | 27 tháng 8 năm 2017 | 5.617%                     | 5.968%                     | 4.7%                       |                            |
| 7          | 2 tháng 9 năm 2017  | 5.541%                     | 6.064%                     | 4.2%                       |                            |
| 8          | 3 tháng 9 năm 2017  | 6.357%                     | 6.712%                     | 4.8%                       |                            |
| 9          | 9 tháng 9 năm 2017  | 5.965%                     | 6.802%                     | 5.3%                       |                            |
| 10         | 10 tháng 9 năm 2017 | 6.520%                     | 7.688%                     | 6.0%                       |                            |
| 11         | 16 tháng 9 năm 2017 | 5.889%                     | 6.636%                     | 5.3%                       |                            |
| 12         | 17 tháng 9 năm 2017 | 6.164%                     | 6.848%                     | 5.0%                       |                            |
| 13         | 23 tháng 9 năm 2017 | 5.590%                     | 6.516%                     | 5.4%                       |                            |
| 14         | 24 tháng 9 năm 2017 | 5.364%                     | 6.142%                     | 3.4%                       |                            |
| 15         | 30 tháng 9 năm 2017 | 4.959%                     | 5.641%                     | 3.9%                       |                            |
| 16         | 1 tháng 10 năm 2017 | 6.907%                     | 7.888%                     | 5.5%                       |                            |
| Trung bình | Trung bình          | 5.404%                     | 6.047%                     | 4.52%                      |                            |

Lưu ý: Bộ phim này được phát sóng trên truyền hình cáp/trả phí nên số lượt người xem sẽ thấp hơn so với truyền hình miễn phí công cộng (KBS, SBS, MBC, EBS).

## Phát sóng quốc tế
- Tại Malaysia và Singapore, bộ phim được phát sóng trên tvN Asia với tựa đề Live Up to Your Name, trong vòng 24 giờ kể từ khi chương trình truyền hình gốc được chiếu vào ngày 13 tháng 8 năm 2017 lúc 9:45 PM (SIN / MAL) trở đi, Recast vào ngày 18 tháng 12 năm 2018 lúc 8:30 PM (2 tập) và Ngoại trừ Singapore và Malaysia cho phần còn lại của Đông Nam Á, Đài Loan, Hồng Kông và Sri Lanka từ ngày 8 tháng 11 năm 2018 lúc 9:45 PM (HKT) vào Thứ Năm và Thứ Sáu.
- Tại Việt Nam, bộ phim được phát sóng trên VTC5 (tvBlue) bắt đầu từ ngày 11 tháng 9 năm 2017 với tựa đề Danh Y Heo Im.[9]
- Tại Indonesia, bộ phim được phát sóng trên Sony One dưới tựa đề Live Up to Your Name, từ ngày 16 tháng 1 đến ngày 9 tháng 2 năm 2018.[10]